# Leo Apostel
 (août 2019).
Si vous disposez d'ouvrages ou d'articles de référence ou si vous connaissez des sites web de qualité traitant du thème abordé ici, merci de compléter l'article en donnant les références utiles à sa vérifiabilité et en les liant à la section « Notes et références ».
Leo Apostel est un philosophe et professeur d'université belge né à Anvers le 4 septembre 1925 et mort à Gand le 10 août 1995.
C'est un partisan de la recherche interdisciplinaire et de la réconciliation entre sciences exactes et humanités.

## Biographie
Leo Apostel naît à Anvers en 1925. Après la Seconde Guerre mondiale, il étudie la philosophie à l'Université libre de Bruxelles avec le philosophe du droit et logicien Chaïm Perelman. Il obtient son M. A. à l'ULB en octobre 1948 en soutenant une thèse intitulée Questions sur l'Introspection. Il travaille à l'université une année supplémentaire comme assistant de Perelman.
En 1950-1951 Apostel étudie à l'Université de Chicago avec Rudolf Carnap, et avec Carl Gustav Hempel à Université Yale. Il soutient un doctorat à l'ULB en mars 1955 avec pour thèse La Loi et les Causes. En 1955, il étudie à Genève en Suisse avec Jean Piaget au Centre International d'Épistémologie Génétique. Ces expériences ont eu une forte influence sur le reste de sa vie.
À partir de 1955 Apostel enseigne la logique et la philosophie des sciences à l'Université de Gand et à l'ULB pendant trois ans. En 1958-1959, il est professeur invité à l'Université d'État de Pennsylvanie, et à partir de 1960 à 1979, professeur à l'Université de Gand.
Leo Apostel reçoit le Solvay award pour les sciences humaines en 1985, et le Arkprijs van het Vrije Woord en 1986. Le département de recherche transdisciplinaire Centre de Leo Apostel (CLEA) à la Vrije Universiteit Brussel a été nommé d'après lui.

## Travaux
Il écrit deux livres sur la franc-maçonnerie : Freemasonry: A Philosophical Essay, en 1985, et Atheïstische spiritualiteit en 1998.
Dans son livre Oorsprong (Origine) de 2000, Apostel donne une introduction métaphysique sur l'origine de l'homme, de la vie et de l'univers. Dans ce livre, il présente sa propre vision du monde.

### Œuvres
Apostel a écrit une vingtaine de livre et une centaine d'articles, en anglais français et néerlandais. Parmi eux :
- Matière et Forme
- Communication et Action
- Logique et Dialectique
- African Philosophy : myth or reality?
- Afbraak en Opbouw
- De Gebroken Orde
- Waarde en Zin van de Cultuurwetenschappen in de 20e eeuw
- 1982 : Mysticism, ritual and atheism, in Religious atheism?
- 1985 : Freemasonry: A Philosophical Essay
- 1998 : Atheïstische spiritualiteit